# Doron Jamchy

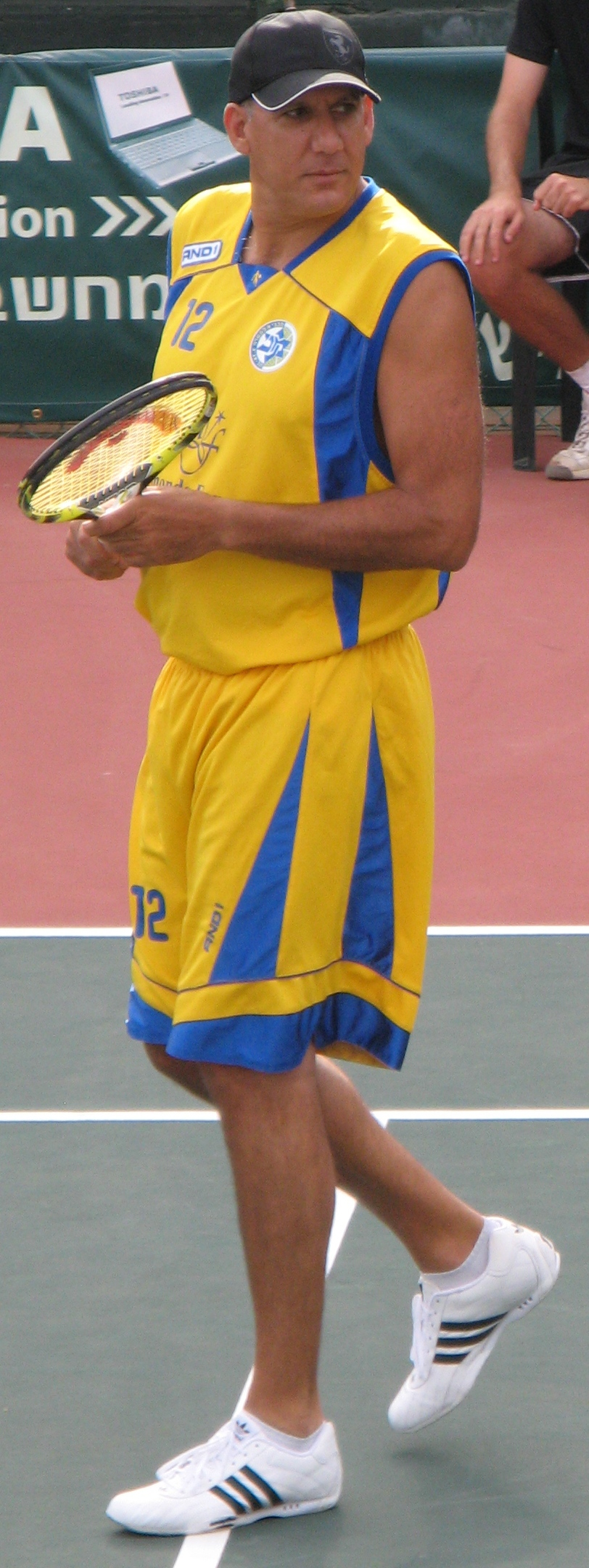
Doron Jamchy (2010)

Doron Jamchy (* 1. Juli 1961 in Petach Tikwa) ist ein ehemaliger israelischer Basketballspieler. Der 1,98 Meter große Jamchy spielte die Position des Shooting Guards, holte elf Meistertitel mit Maccabi Tel Aviv und erreichte dreimal die Finalrunde im Europapokal der Landesmeister. Er gilt als einer der besten israelischen Basketballer der Geschichte.

## Karriere
Jamchy spielte in der Saison 1977/78 erstmals für die Herrenmannschaft des Vereins Maccabi Ramat Gan. Als bester Spieler der israelischen Liga wurde er 1982/83 sowie 1984/85 ausgezeichnet. Im Spieljahr 1984/85 erreichte er in der israelischen Liga einen Punktedurchschnitt von 34,7 je Begegnung und damit den Höchstwert seiner Laufbahn. 1985 wechselte er zum israelischen Renommierklub Maccabi Tel Aviv und zeigte dort ebenfalls seine Stärken im Angriff. Er gewann mit Tel Aviv elf Meisterschaften, siebenmal den Pokalwettbewerb des Landes, stand mit der Mannschaft im Europapokal der Landesmeister 1986 und 1991 im Halbfinale sowie 2000 im Endspiel. Jamchy spielte bis 1996 für Maccabi Tel Aviv sowie zum Abschluss seiner Laufbahn in der Saison 1999/2000. Zwischenzeitlich stand er von 1996 bis 1999 bei Maccabi Rishon unter Vertrag. In der israelischen Liga brachte es Jamchy auf einen Gesamtwert von 9611 Punkten, damit stellte er den Bestwert auf.
Mit 3364 Punkten setzte sich Jamchy in der ewigen Korbjägerliste der Nationalmannschaft Israels an die Spitze. Mit der Auswahl nahm er zwischen 1985 und 1997 an sechs Europameisterschaften teil. Bei der EM-Endrunde 1985 (28,1 Punkte je Begegnung) lag er an der Spitze der Korbjägerliste. Zwar erreichte Jamchy bei der EM 1987 mit 31,9 Punkten einen noch höheren Durchschnittswert, der Grieche Nikos Galis übertraf ihn aber noch.
Nach seiner Spielerkarriere wurde Jamchy Immobilienmakler und führte die Immobilienfirma Dana und Maya, benannt nach seinen beiden Töchtern. Später gehörte Jamchy dem Maccabi-Vorstand an.
Im Jahre 2008 wählte ihn die Zeitung Jerusalem Post zum sechzehntbesten israelischen Athleten aller Zeiten.